# Asthenes palpebralis
Asthenes palpebralis е вид птица от семейство Furnariidae.

## Разпространение
Видът е разпространен в Перу.